# وایمند
وایمَند، روستایی از توابع بخش مرکزی شهرستان تفرش در استان مرکزی ایران است.
وایمند از  روستاهای تفرش است. برخی اهالی پیر آن به زبان فارسی تسلط ندارند.

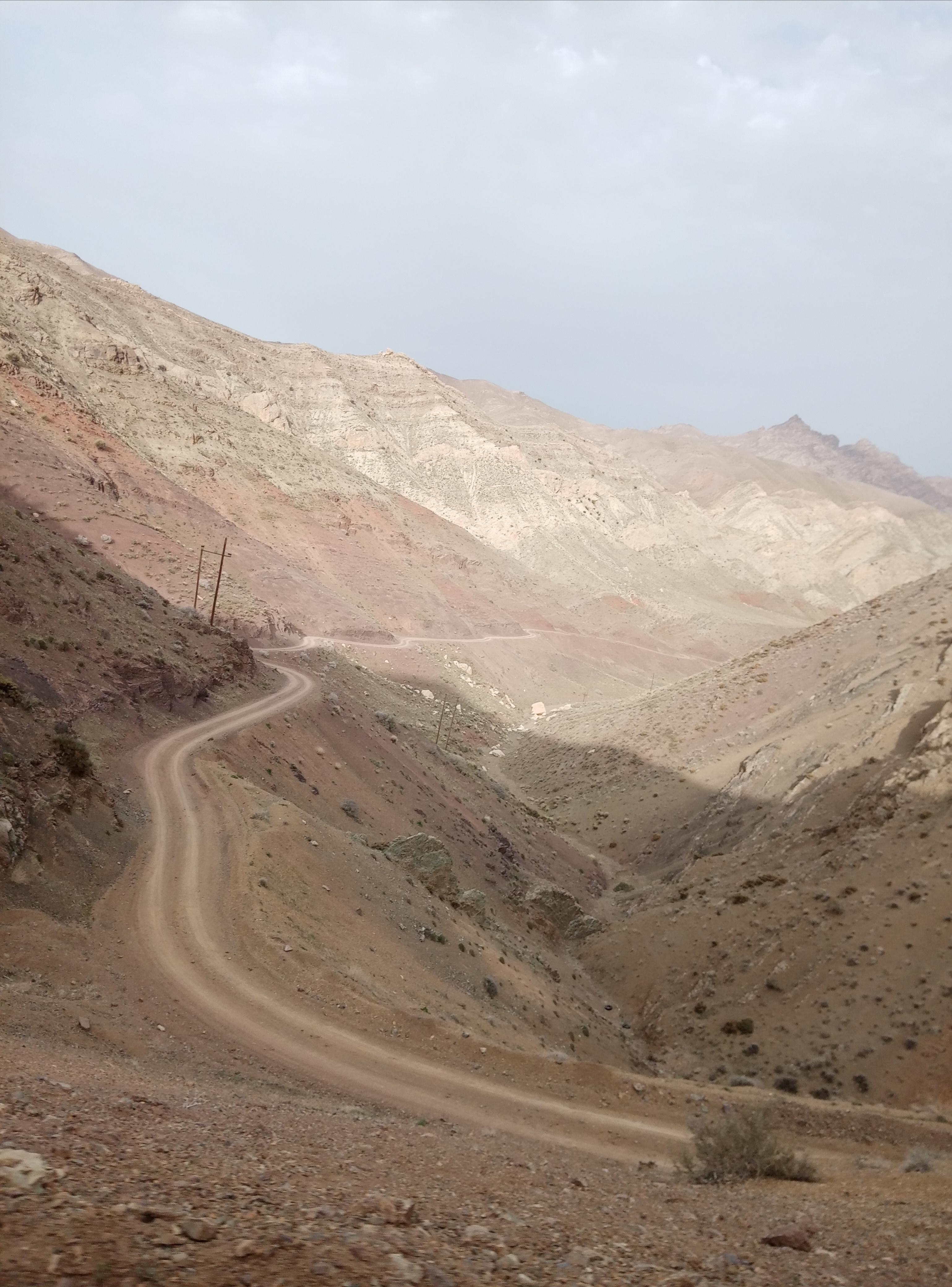
جاده روستای وایمند

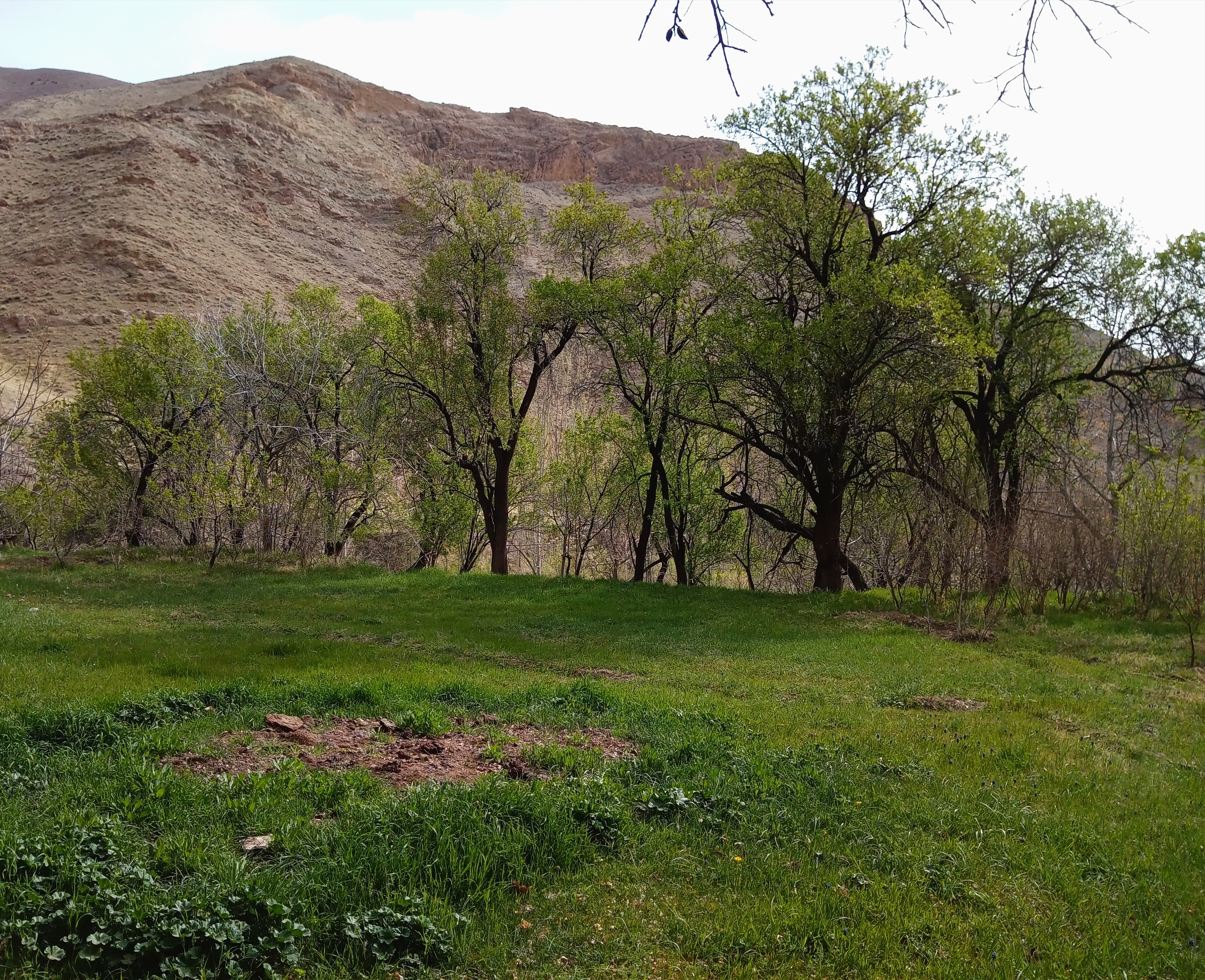
طبیعت روستای وایمند

## جمعیت
این روستا در دهستان بازرجان قرار دارد و براساس سرشماری مرکز آمار ایران در سال ۱۳۸۵، جمعیت آن ۸۵ نفر (۲۸خانوار) بوده‌است.

## جغرافیا
وایمند در منطقه کوهستانی واقع است و دارای آب و هوای خنک و معتدل در تابستان و سرد زمستان است. این روستا دارای مناظر دیدنی است.
زیباییهای دیدنی روستای وایمند وصف ناپذیر و بسیار دل انگیز است،
در روستا درختان انار، گردو، بادام، زردآلو، به، سیب و گلابی به وفور یافت می‌شود.
این روستا دارای مردمی صمیمی و بسیار دوست داشتنی است، مردمی ساده اندیش  که شغل بیشترشان کشاورزی و دامداری است.
روستای وایمند یکی از روستاهای محروم و دوردست است که تا نزدیک‌ترین روستای مجاورش یعنی روستای زرجین حدود نیم ساعت فاصله و یک گردنه سخت‌گذر به روستای زرجین دارد که در فصول سرما این گردنه مسدود می‌شود و تلفات جانی به وجود می آورد.
راه روستا از مهم‌ترین مشکلات روستا است و پیشنهاد گردید، راه احداثی فرسمانه به جلایر از روستای وایمند آغاز گردد.
به دلیل اینکه زمین‌های روستا کوچک و کم‌آب است جوانان اکثراً به شهرستان‌های هم‌جوار مثل ساوه، تفرش، قم و تهران کوچ کرده‌اند و جمعیت روستا امروزه نیروی جوان کمتری دارد.